# Linderås kyrka
Linderås kyrka är en kyrkobyggnad i Linderås församling, Småland. Den ligger en knapp mil sydväst om Tranås och tillhör Linköpings stift.

## Kyrkobyggnaden
Linderås kyrka är byggd 1793-1794 i nyklassicistisk stil med torn och med sakristia i öster.

## Historik
Tidigare fanns här en romansk stenkyrka. Från denna härstammar en dopfunt och ett triumfkrucifix, som numera finns i nuvarande kyrka.

## Inventarier
- Dopfunt av kalksten, oidentifierad upphovsman (ev. bestiariusgruppen), från omkr. 1200, (bilder).
- Triumfkrucifix av lövträ, från 1300-talets tredje fjärdedel, (bilder).

## Orglar
- 1678 anskaffades ett nytt orgelverk med sex stämmor och tremulant från Norrköping. Gesällen Magnus satte upp verket.[1]
- 1693 byggdes ett positiv med sex stämmor av en okänd orgelbyggare.
- 1754 byggde Jonas Wistenius en piporgel.[2]
- 1864 byggde Erik Nordström, Flisby, en mekanisk tvåmanualig piporgel med bihangspedal och vita undertangenter i manualen. Tonomfång: manual C - f³, pedal C - h°. Alla fasadpipor är stumma. Den renoverades 1948 av Lindegren Orgelbyggeri AB, varvid elektrisk fläkt installerades och öververket byggdes in i ett crecendoskåp. Samma firma renoverade orgeln 1961 då en ny fläkt och ny, mindre magasinsbälg monterades. År 1976 restaurerades instrumentet av Nils-Olof Berg som tog bort crescendoskåp och magasinsbälg samt tätade väderlådorna och vid en ytterligare restaurering 2000 av Åkerman & Lund Orgelbyggeri återställdes orgeln till 1864 års skick. Dock återstår att restaurera fasaden.

| Huvudverk C-f³                     | Öververket C-f³             | Pedalen C-h°     | Koppel  |
| Borduna 16', B/D                   | Corno die Basetto 8'        | bihängd manualen | II/I    |
| Principal 8'                       | Flöjt 8'                    |                  |         |
| Flagflöjt 8'                       | Fugara 8'                   |                  |         |
| Fleut d'Ameur 8'                   | Principal 4'                |                  |         |
| Qvinta 6' (eg. 5 1/3')             | Rörflöjt 4' (= Fl. oct. 4') |                  |         |
| Octava 4'                          | Basång 8', B (C-h)          |                  |         |
| Flöjt 4'                           | Oboé 8', D (c¹-f³)          |                  |         |
| Octava 2'                          |                             |                  |         |
| Scharf II Cor, 2 2/3' + 2' (fr. c) |                             |                  |         |
| Basun 16' (C-H)                    |                             |                  |         |
| Trumpet 16', D (c-f³)              |                             |                  |         |
| Trumpet 8', B/D (h/c¹)             |                             |                  |         |
| Sperrventil                        | Sperrventil                 |                  | Calcant |